# Lars Bisgaard (historiker)
Lars Bisgaard (født 1958) er en dansk historiker, som er lektor ved Syddansk Universitet (SDU). Bisgaard forsker i senmiddelalder, renæssancen og reformationen. I 1986 blev Bisgaard cand.mag. i historie og kunsthistorie fra Aarhus Universitet. I 1998 opnåede han ph.d.-grad, og siden 1995 har Bisgaard været ansat ved Odense Universitet (siden 1998 Syddansk Universitet).
I 2020 modtog Bisgaard Fyens Stiftstidendes Forskerpris.

## Publikationer (uddrag)
(2020) Dansk museumsformidling i 400 år. Syddansk Universitetsforlag. ISBN 9788740833157
(2019) Christian 2. En biografi. Gads Forlag. ISBN 9788712056973
(2016) sammen med Janus Møller Jensen: Magt, Menneske og Myte: Christian 2. og kætterprocesserne i Stockholm. Østfyns Museer. ISBN 9788792620286
(2015) sammen med Mogens Kragsig Jensen (red.) Adel - Den danske adel siden 1849. Gads Forlag. ISBN 9788712050889
(2012) sammen med Mogens Kragsig Jensen: Danmarks Adels Aarbog 2009-11. Syddansk Universitetsforlag og Dansk Adelsforening.
(2002) Gilder, lav og broderskaber i middelalderens Danmark. Syddansk Universitetsforlag. ISBN 87-7838-675-6
(2002) Arven fra Middelalderen - kirke - billede - samfund. Gad Forlag. ISBN 87-12-03403-7
(2001) De glemte altre. Gildernes religiøse rolle i senmiddelalderens Danmark. Syddansk Universitetsforlag. ISBN 87-7838-573-3
(1999) Billeder i Middelalderen - Kalkmalerier og altertavler. Syddansk Universitetsforlag. ISBN 87-7838-437-0